# Passos, Minas Gerais
Passos este un oraș în Minas Gerais (MG), Brazilia.